# IC 3592
IC 3592 (auch NGC 4559A) ist eine Spiralgalaxie vom Hubble-Typ Sa im Sternbild Haar der Berenike am Nordsternhimmel. Sie ist schätzungsweise 337 Millionen Lichtjahre von der Milchstraße entfernt und hat einen Durchmesser von etwa 100.000 Lichtjahren. 

Im selben Himmelsareal befinden sich u. a. die Galaxien NGC 4559 und IC 3593.
Das Objekt wurde am 23. März 1903 von Max Wolf entdeckt.